# المركز الدولي لتسوية منازعات الاستثمار
المركز الدولي لتسوية منازعات الاستثمار، هو مؤسسة تحكيم دولية تأسست عام 1966 لحل المنازعات القانونية والتوفيق بين المستثمرين الدوليين والدول. يعمل المركز الدولي على تسوية منازعات الاستثمار (وهو جزء من مجموعة البنك الدولي ومقره في واشنطن العاصمة) كمؤسسة مستقلة ومتعددة الأطراف. ويتمثل هدفها الأساسي في تشجيع تدفقات الاستثمار الدولي وتخفيف المخاطر غير التجارية من خلال معاهدة صاغها المديرون التنفيذيون للبنك الدولي للإنشاء والتعمير ووقعت عليها الدول الأعضاء.
اعتبارًا من مايو 2016، وافقت 153 دولة عضوًا على إنفاذ ودعم قرارات التحكيم وفقًا لاتفاقية المركز الدولي لتسوية منازعات الاستثمار. يشارك المركز الدولي لتسوية منازعات الاستثمار بالإضافة إلى خدمات التحكيم في الأنشطة الاستشارية وينشر مختلف التقارير.

## الأعضاء
انسحب من المنظمة كل من بوليفيا والإكوادور ومؤخرا فنزويلا.
لائحة الدول غير الأعضاء تضم : أندورا وأنغولا والبرازيل وكوبا وجيبوتي وغينيا الاستوائية والهند وإيران والعراق وليبيا والمكسيك وإرتريا وليختنشتاين وجزر المالديف وموناكو والجبل الأسود وميانمار وكوريا الشمالية وبولندا وجنوب أفريقيا وطاجيكستان والفاتيكان وفيتنام.

## انتقادات
كان المركز الدولي لتسوية منازعات الاستثمار في بعض الأحيان هدفاً للانتقادات بشأن الأحكام غير العادلة إلى حد كبير. والجدير بالذكر أن جيفري ساكس انتقد الحكم بقيمة 5.9 مليار دولار أمريكي ضد باكستان فيما يتعلق بالحقوق التي تطالب بها شركة تيثيان للنحاس، ووصفها بأنها "عملية تحكيم استثمارية معيبة وفاسدة". وكانت المحكمة العليا الباكستانية قد أبطلت صفقة أبرمتها هيئة تنمية بلوشستان، وحكمت لصالح شركة أنتوفاغاستا بي إل سي من تشيلي وشركة باريك للذهب من كندا. ومع ذلك، أشار آخرون إلى أن هذا المبلغ هو انعكاس عادل لحقيقة أن الأصول غير العادية المحتملة (Reko Diq Mine) قد تم الاستيلاء عليها فعليًا دون سبب وجيه على ما يبدو.

## وصلات خارجية
- الموقع الرسمي للمركز الدولي لتسوية المنازعات الاستشارية
- Term paper on ICSID
- حالات عمل عليها المركز
- ICSID Lawyers
- Encyclopaedia Monograph on ICSID